# Salvatore Attardo
Salvatore I. Attardo é um linguista conhecido por suas pesquisas sobre humor - mais especificamente, por ter desenvolvido a Teoria Geral do Humor Verbal, seguindo o trabalho de Victor Raskin. Foi, de 2001 a 2011, o editor-chefe do periódico HUMOR: International Journal of Humor Research.